# Wingpack

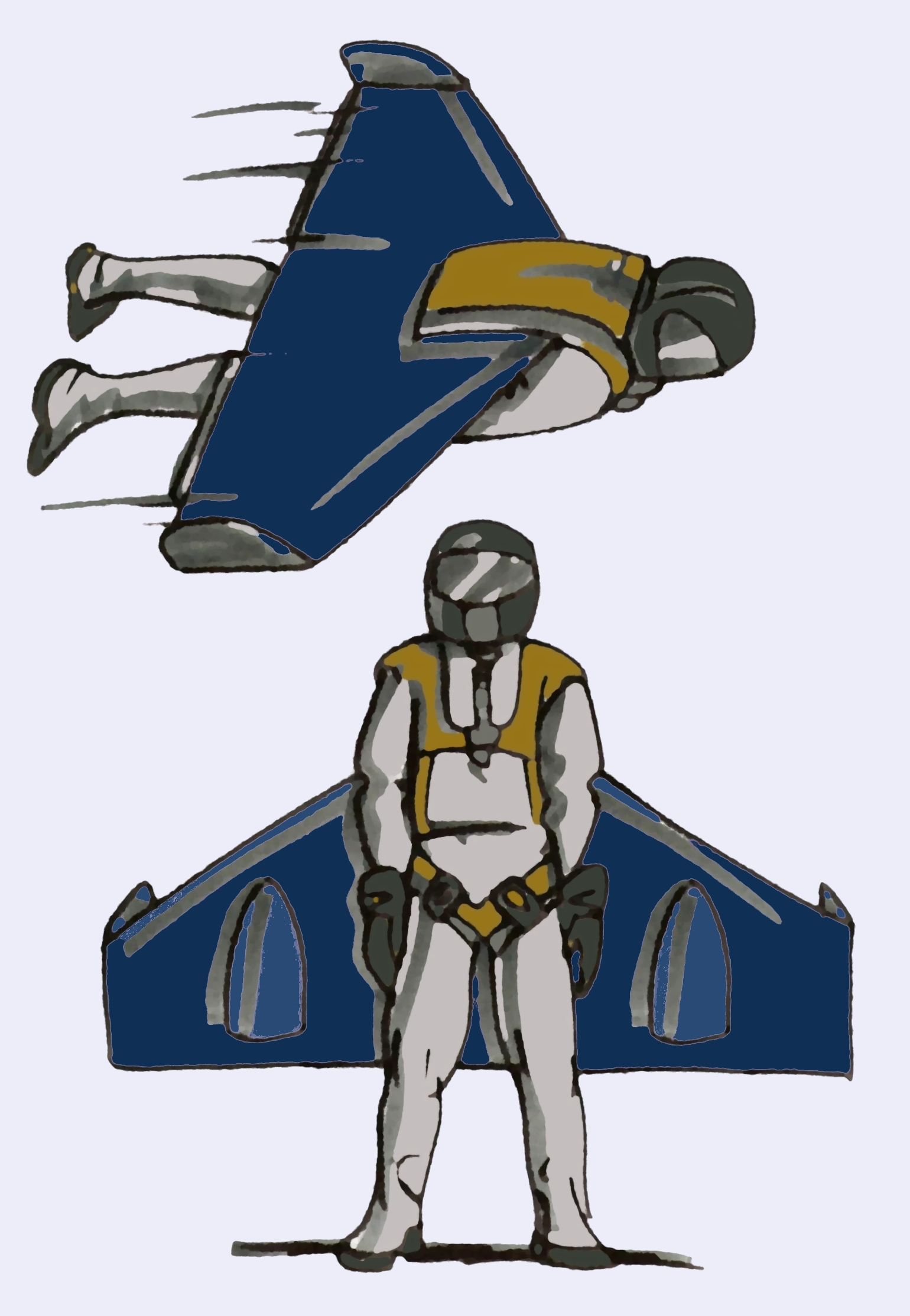
Rappresentazione di wingpack

Il wingpack è  una particolare tuta alare da lancio che riesce ad aumentare la superficie del corpo umano conferendovi un profilo alare, trasformando la velocità data dalla forza di gravità in planata orizzontale. 
Da tempo presenti nei racconti di fantascienza, i wingpack sono ali rigide indossate a mo' di zaino. Il primo prototipo di wingpack risale al 1999, quando l'ingegnere tedesco Alban Geissler ha testato SkyRay.
A metà strada tra un deltaplano e una tuta alare, un wingpack può attualmente arrivare ad un'efficienza 6 (ovvero, percorrere 6 metri in orizzontale per ogni metro di quota perso) e consentire il trasporto di bombole e altri materiali.
Il 31 luglio 2003 l'austriaco Felix Baumgartner, lanciandosi da 8900 m, è riuscito ad attraversare in 14 minuti il canale della Manica avanzando di 35 km.
Nel 2006, le imprese tedesche ESG e Freesky (diretta e fondata da Alban Geissler) hanno presentato Gryphon, un wingpack specificatamente destinato alle incursioni segrete delle forze speciali.
Altro pioniere è il pilota svizzero Yves Rossy, che il 26 settembre 2008 si è lanciato con il suo wingpack a motore da 2500 m e ha attraversato il canale della Manica, percorrendo 35,4 km in 9 minuti e 7 secondi.
Rossy, che ha iniziato a sperimentare la sua ala nel 2004, il 25 novembre 2009 ha fallito il primo tentativo di volo intercontinentale con un wingpack.

## Tuta alare a reazione
A un livello ancora sperimentale si segnala l'utilizzo di tute alari con sistemi propulsivi, ma il vero scoglio è rappresentato dai consumi elevati uniti all'impossibilità di avere serbatoi capienti.
Il finlandese Visa Parviainen, applicandosi alle caviglie due piccoli motori a reazione, il 25 ottobre 2005 è riuscito a mantenere con una tuta alare una traiettoria orizzontale per 30 secondi.
Nel 2007, il tedesco Christian Stadler, istruttore della BirdMan, ha presentato il sistema VegaV3, ovvero una tuta alare potenziata con un razzo a perossido d'idrogeno, ma sulle cui effettive prestazioni mancano dati attendibili.